# Chiropetalum berteroanum
Chiropetalum berteroanum là một loài thực vật có hoa trong họ Đại kích. Loài này được Schltdl. mô tả khoa học đầu tiên năm 1855.